# Férfi távolugrás a 2013. évi nyári európai ifjúsági olimpiai fesztiválon
A 2013. évi nyári európai ifjúsági olimpiai fesztiválon az atlétikai versenyszámok közül a férfi távolugrás versenyeit július 16.-án és július 19.-én rendezték Utrechtben.

## Selejtező
Az összesített eredmények alapján a legjobb eredménnyel rendelkező 12 atléta jutott a döntőbe.  
- (+/–0,0): szélmérés

| H   | Cs | Név                          | Nemzet           | 1          | 2           | 3           | E    | Mj |
| --- | -- | ---------------------------- | ---------------- | ---------- | ----------- | ----------- | ---- | -- |
| 1.  | A  | Gabriel Bitan                | Románia          | 7.35 (1.8) | -           | -           | 7.35 | Q  |
| 2.  | A  | Philip Dartey Akrofi-Quarcoo | Dánia            | 6.96 (1.7) | -           | -           | 6.96 | Q  |
| 3.  | A  | Aleksei Levanov              | Oroszország      | 6.74 (1.1) | 6.94 (0.7)  | -           | 6.94 | Q  |
| 4.  | B  | Alex Rousseau-Jamard         | Franciaország    | 6.86 (1.1) | -           | -           | 6.86 | Q  |
| 5.  | B  | Francesco Lama               | Olaszország      | 6.56 (1.7) | 6.73 (1.0)  | 6.54 (1.2)  | 6.73 | q  |
| 6.  | B  | Juho Mantynen                | Finnország       | 6.53 (1.0) | 6.71 (-0.2) | 6.41 (1.5)  | 6.71 | q  |
| 7.  | A  | Seyhmus Yigitalp             | Törökország      | 6.59 (0.8) | 6.66 (1.4)  | 6.48 (0.8)  | 6.66 | q  |
| 8.  | A  | Ivan Vujevic                 | Horvátország     | 6.61 (1.8) | 6.65 (2.4)  | 6.32 (-0.3) | 6.65 | q  |
| 9.  | B  | Schmidtka Vince Tibor        | Magyarország     | 6.58 (0.6) | 6.55 (0.8)  | 6.56 (0.7)  | 6.58 | q  |
| 10. | B  | Sander Moldau                | Észtország       | 6.53 (1.5) | 6.33 (1.8)  | 6.49 (1.1)  | 6.53 | q  |
| 11. | A  | Sergio Arreaza Alcazar       | Spanyolország    | X          | X           | 6.42 (1.2)  | 6.42 | q  |
| 12. | B  | Andriy Klymenko              | Ukrajna          | 6.32 (1.4) | 5.61 (-0.5) | 5.95 (1.6)  | 6.32 | q  |
| 13. | B  | Valiantsin Khvalko           | Fehéroroszország | 4.53 (0.6) | 5.92 (0.6)  | 6.22 (-1.1) | 6.22 |    |
| 14. | B  | Donald Kieffer               | Luxemburg        | 6.20 (1.2) | X           | 6.09 (-0.5) | 6.20 |    |
| 15. | A  | Elvinas Brazauskas           | Litvánia         | 6.07 (1.7) | 5.97 (0.4)  | 5.74 (0.4)  | 6.07 |    |
| 16. | A  | Filip Navratil               | Csehország       | 5.90 (1.1) | 5.56 (-0.3) | 5.69 (-0.1) | 5.90 |    |
| -   | A  | Rafayel Petrosyan            | Örményország     | X          | X           | X           | -    | NM |

## Döntő
| H     | Név                          | Nemzet        | 1          | 2          | 3          | 4          | 5          | 6          | E    | Mj |
| ----- | ---------------------------- | ------------- | ---------- | ---------- | ---------- | ---------- | ---------- | ---------- | ---- | -- |
| Arany | Gabriel Bitan                | Románia       | 7.41 (1.7) | 6.81 (1.4) | 7.10 (3.0) | X          | 6.37 (1.0) | 7.04 (0.9) | 7.41 |    |
| Ezüst | Ivan Vujevic                 | Horvátország  | 6.81 (2.6) | 7.05 (2.4) | 4.56 (3.9) | 6.88 (1.4) | 6.50 (1.6) | 6.52 (3.3) | 7.05 |    |
| Bronz | Aleksei Levanov              | Oroszország   | 6.69 (1.2) | 7.05 (4.9) | X          | X          | X          | X          | 7.05 |    |
| 4.    | Francesco Lama               | Olaszország   | 6.75 (4.3) | 6.60 (2.1) | 6.90 (2.6) | 6.47 (1.1) | 6.82 (2.3) | 6.68 (2.2) | 6.90 |    |
| 5.    | Alex Rousseau-Jamard         | Franciaország | 6.78 (0.9) | X          | 6.86 (4.0) | 6.85 (3.4) | X          | 5.27 (1.1) | 6.86 |    |
| 6.    | Philip Dartey Akrofi-Quarcoo | Dánia         | X          | 6.76 (3.4) | X          | X          | X          | X          | 6.76 |    |
| 7.    | Seyhmus Yigitalp             | Törökország   | 6.63 (1.5) | 6.60 (3.4) | X          | 6.33 (1.7) | 6.46 (0.9) | 6.64 (2.8) | 6.64 |    |
| 8.    | Andriy Klymenko              | Ukrajna       | 6.48 (1.2) | 6.62 (2.6) | 6.17 (1.5) | 6.45 (1.8) | 6.10 (2.1) | 6.17 (1.2) | 6.62 |    |
| 9.    | Sergio Arreaza Alcazar       | Spanyolország | 6.32 (0.3) | 6.24 (1.7) | 6.50 (2.7) |            |            |            | 6.50 |    |
| 10.   | Sander Moldau                | Észtország    | 6.33 (2.1) | 6.32 (4.8) | 6.15 (1.9) |            |            |            | 6.33 |    |
| -     | Juho Mantynen                | Finnország    | -          | -          | -          |            |            |            | -    | NM |
| -     | Schmidtka Vince Tibor        | Magyarország  | X          | -          | -          |            |            |            | -    | NM |